# Fanny Churberg
Fanny Churberg (n. 12 decembrie 1845, Wasa, Marele Principat al Finlandei, Imperiul Rus – d. 10 mai 1892, Helsingfors, Imperiul Rus) a fost o pictoriță peisagistă finlandeză.

## Biografie
Tatăl ei, Matias Churberg, era medic dintr-o familie de fermieri, iar mama ei, Maria, era fiica vicarului din parohia Liperi, Nils Johan Perander. Fanny a fost a treia din șapte copii ai cuplului. Patru dintre frații ei au murit când erau mici, așa că Fanny a crescut cu cei doi frați mai mari ai ei Torsten și Waldemar Churberg. Fanny era mândră de familia ei și de moștenirea ei ostrobotniană și plănuia împreună cu frații ei să schimbe numele de familie în Kuurila, conform vechii moșii a familiei. Acest lucru nu s-a întâmplat niciodată.
Când Fanny avea doisprezece ani, mama ei a murit și a trebuit să-și asume o mare parte din responsabilitatea de a avea grijă de casă. Mai târziu a fost trimisă la o școală de fete din Porvoo, dar s-a întors la Vaasa când avea 17-18 ani. Pe când avea 20 de ani, tatăl ei a murit. Fanny a avut grijă de el zi și noapte în ultimele luni de viață. După moartea tatălui ei, ea și frații ei s-au mutat la Helsinki, unde au locuit cu mătușa lor.

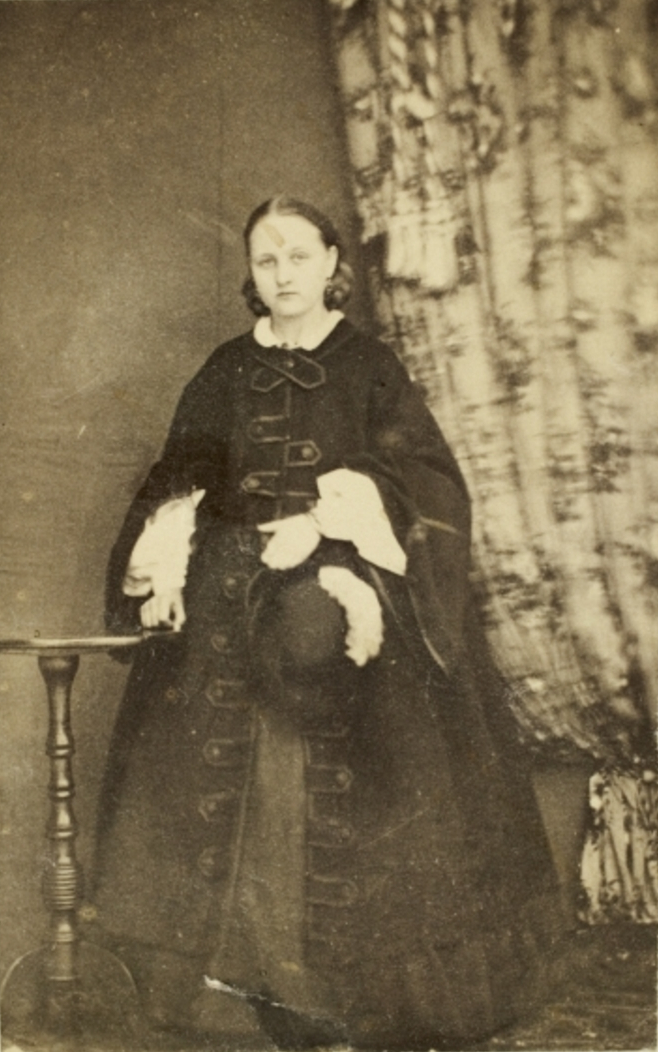
Tânărul Churberg la începutul anilor 1860

Și-a început pregătirea artistică la Helsinki în 1865, cu lecții private oferite de Alexandra Frosterus-Såltin⁠(d), Emma Gyldén și Berndt Lindholm⁠(d). Studiile ei au continuat la Düsseldorf, Germania, dar s-a întors mereu în Finlanda pentru a picta în timpul verii. De asemenea, a fost unul dintre primii pictori finlandezi care a studiat la Paris, Franța. Deși Churberg a rămas într-o mare măsură în convențiile școlii de pictură de la Düsseldorf, ea și-a exprimat deschis entuziasmul pentru mediul rural și situațiile sale dramatice, bazându-se mai ales pe culoare și pe o tehnică rapidă a pensulei pentru a face acest lucru. Calitatea încărcată a lucrării ei diferă puternic de cea a contemporanilor ei, la fel ca și subiecții, de exemplu atmosfera tensionată dinaintea unei furtuni la țară sau în adâncul zonelor mlăștinoase ale pădurii. Churberg a fondat Friends of Finland Handicrafts în 1879.  A îndemnat femeile finlandeze să se alăture efortului Friends de a reînvia practica textilă în Finlanda.
Cariera lui Fanny Churberg s-a încheiat brusc în 1880. Sănătatea ei era din ce în ce mai precară și avea grijă de fratele ei Torsten, care suferea de tuberculoză. Moartea lui Torsten în 1882 a făcut-o să fie destul de singură, iar voința ei de a trăi s-a diminuat, la fel ca și energia. Celălalt frate Waldemar, de care era foarte apropiat, se căsătorise în 1877. Motivul pentru care și-a încheiat cariera ar fi putut fi, de asemenea, criticile dure pe care le-a mai întâlnit înainte, dar nu s-a retras niciodată complet din cercurile artistice. Cu toate acestea, nu a mai pictat după 1880, nici măcar pentru propria plăcere, dar pe parcursul carierei ei reușise totuși să producă peste 300 de tablouri.
Churberg a fost inclusă în expoziția din 2018 Femei la Paris 1850-1900.

## Galerie

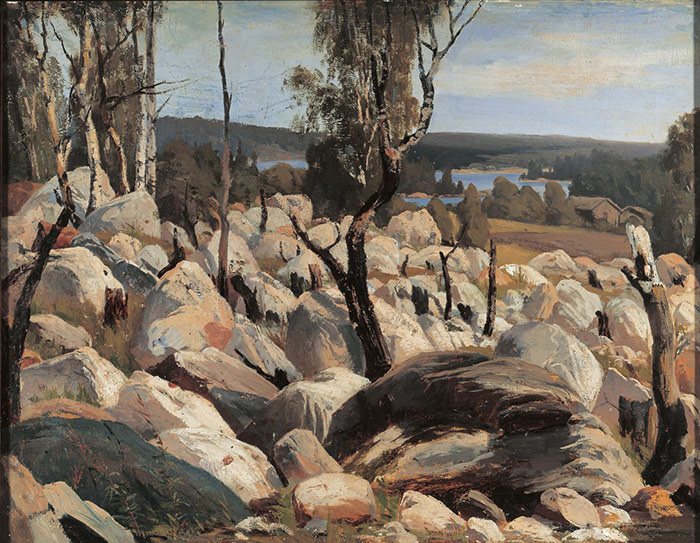
Fire-Fallow Landscape from Uusimaa, c. 1872
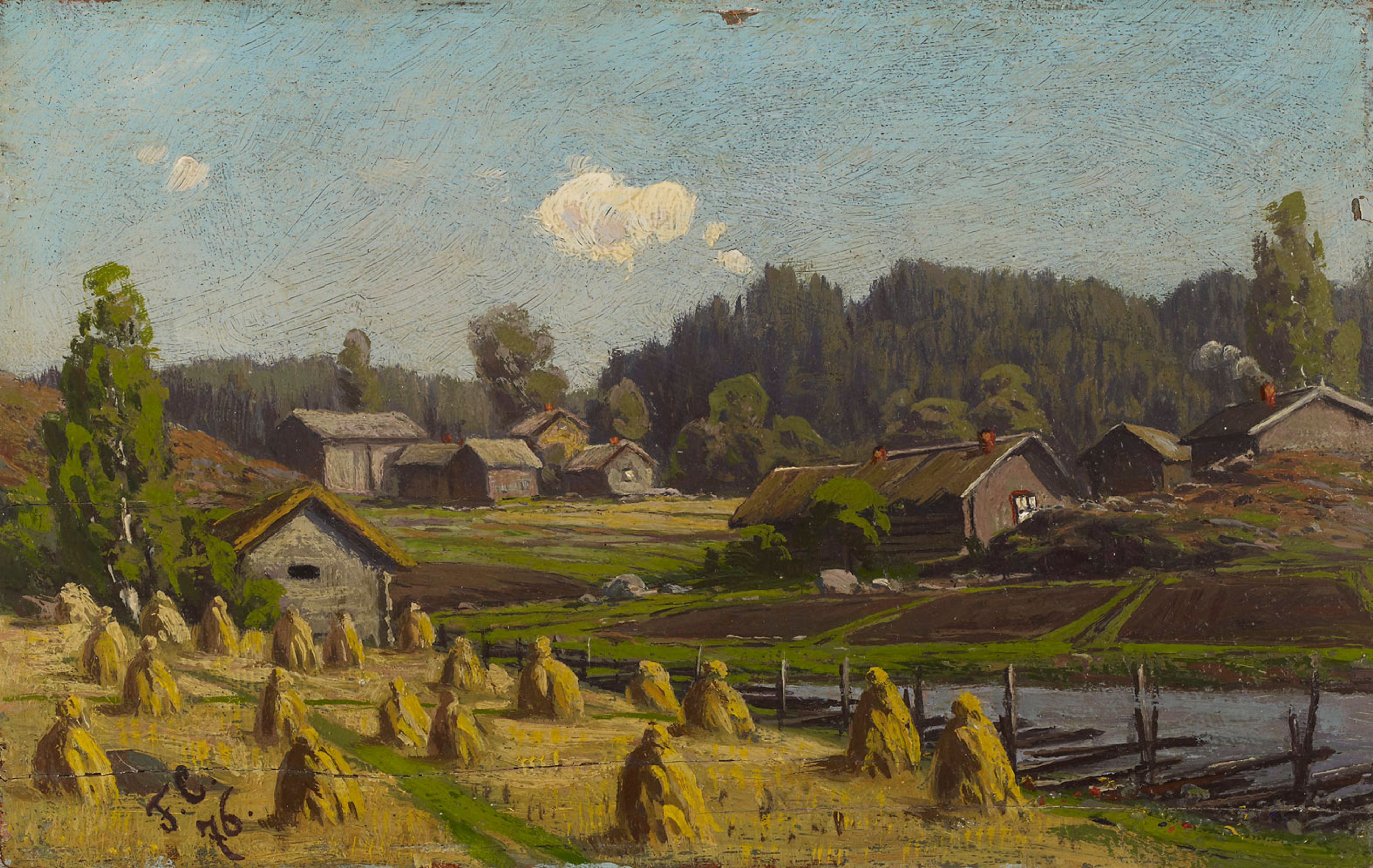
Căpițe de fân, 1876
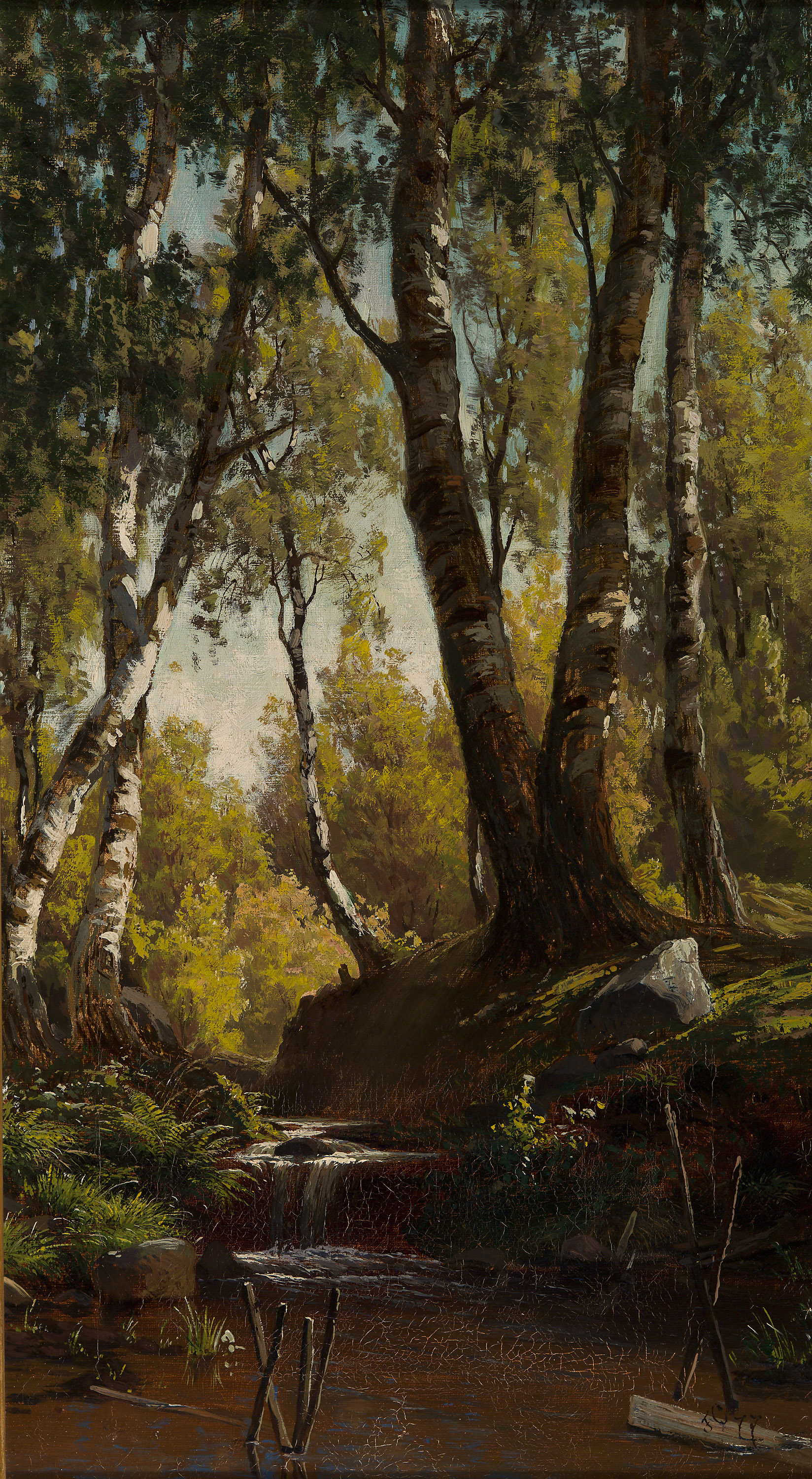
Forest Creek, 1877
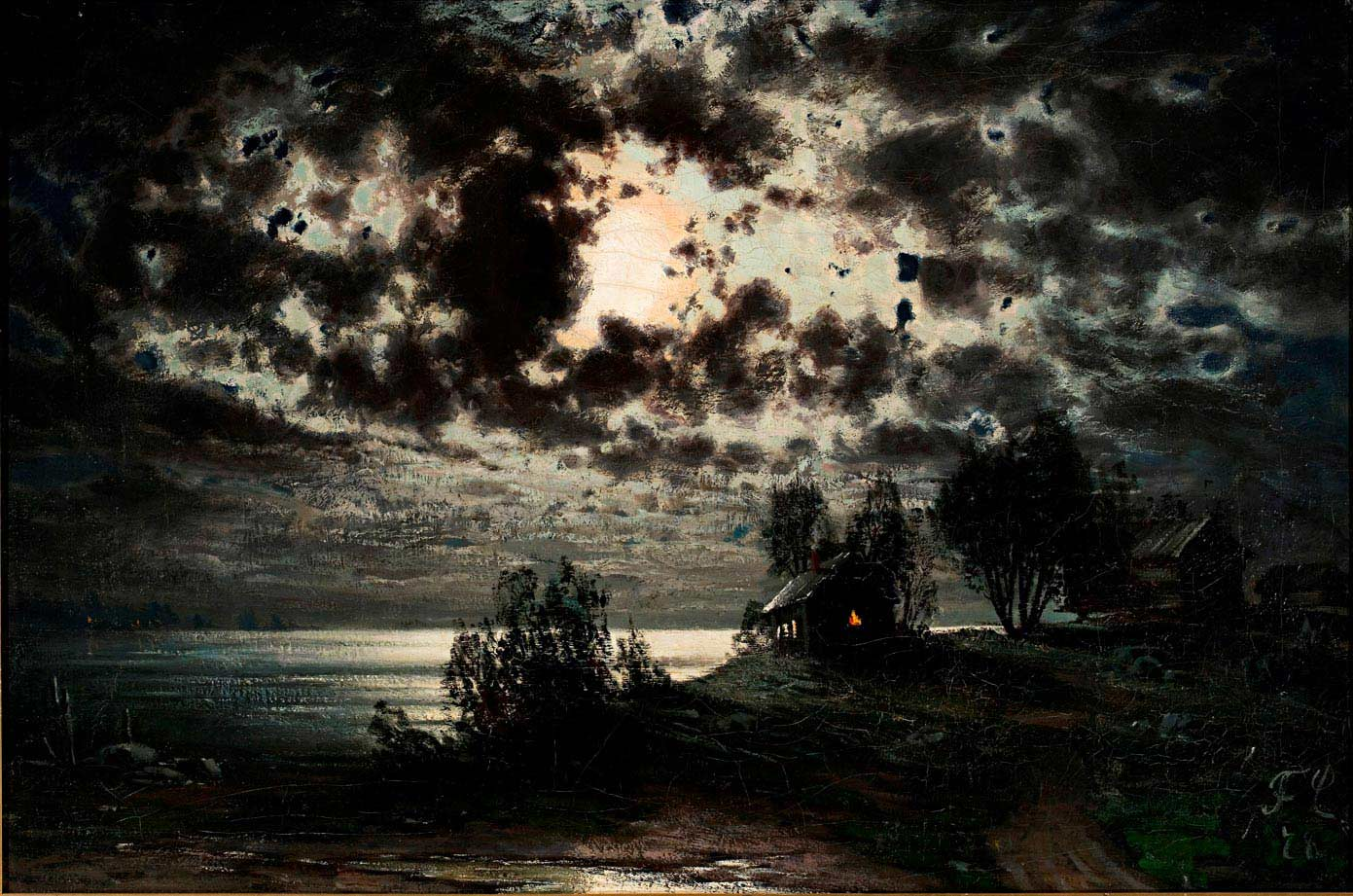
Peisaj în lumina lunii, 1878
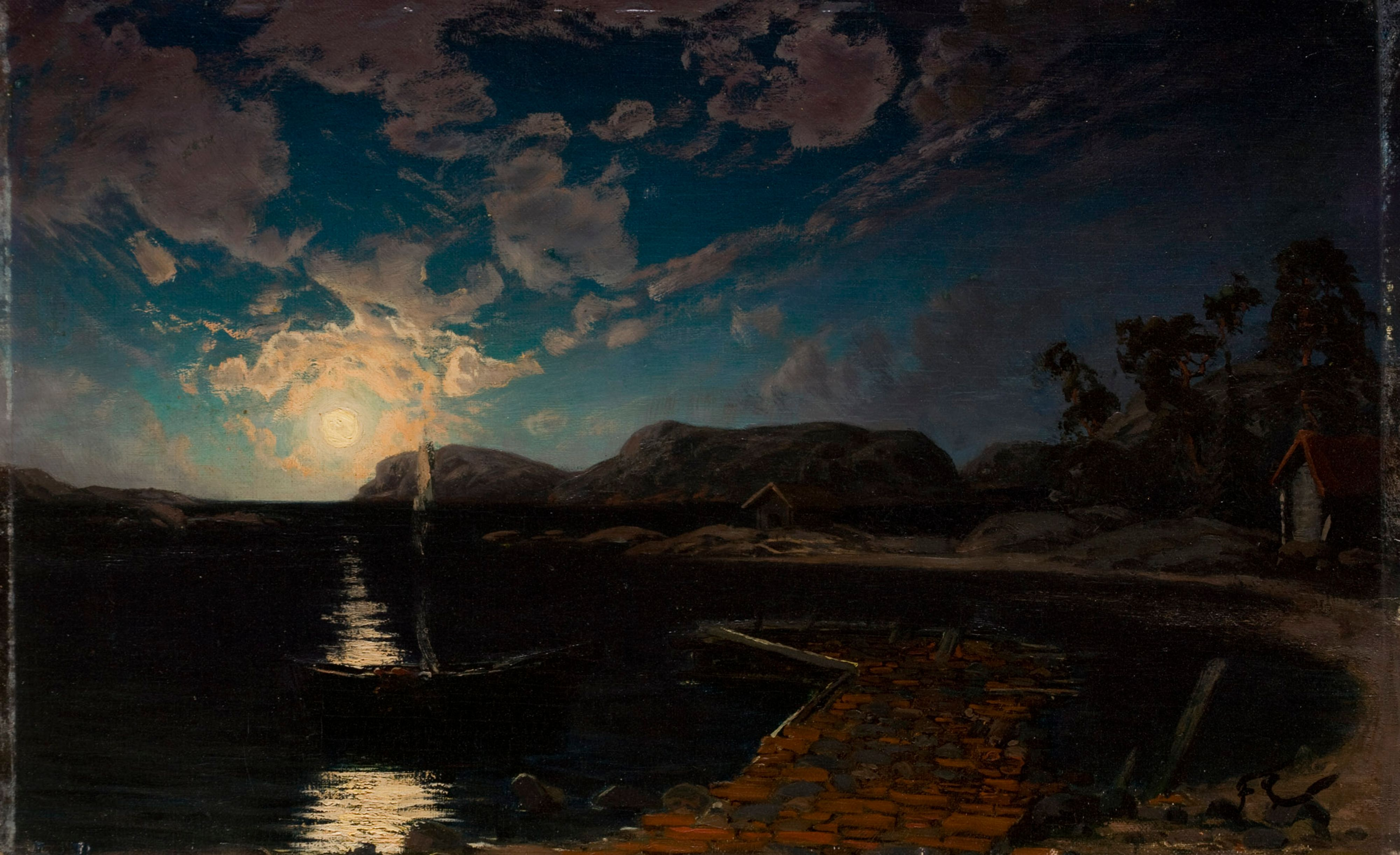
Peisaj în lumina lunii, 1878
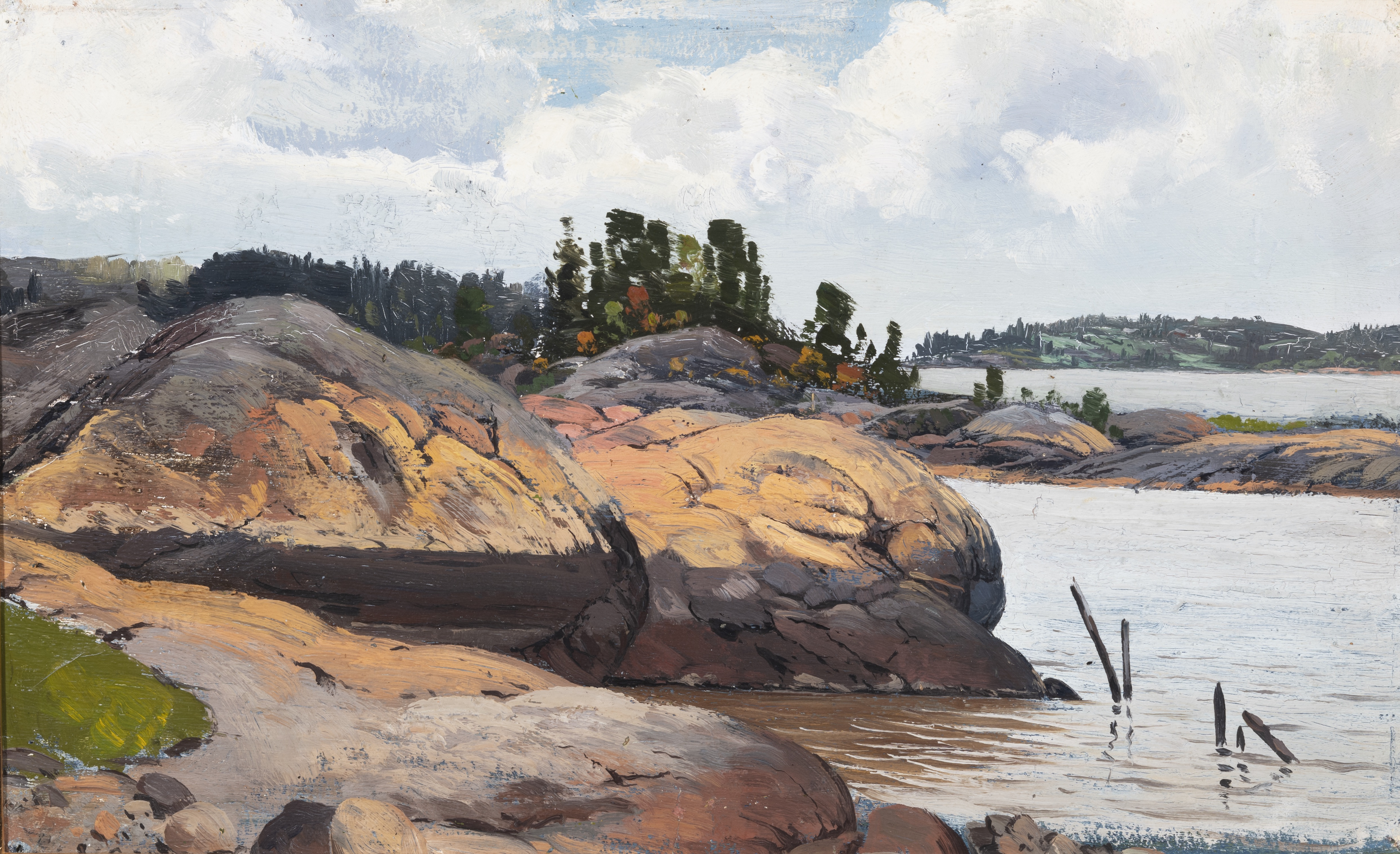
Un țărm stâncos în arhipelag, 1878
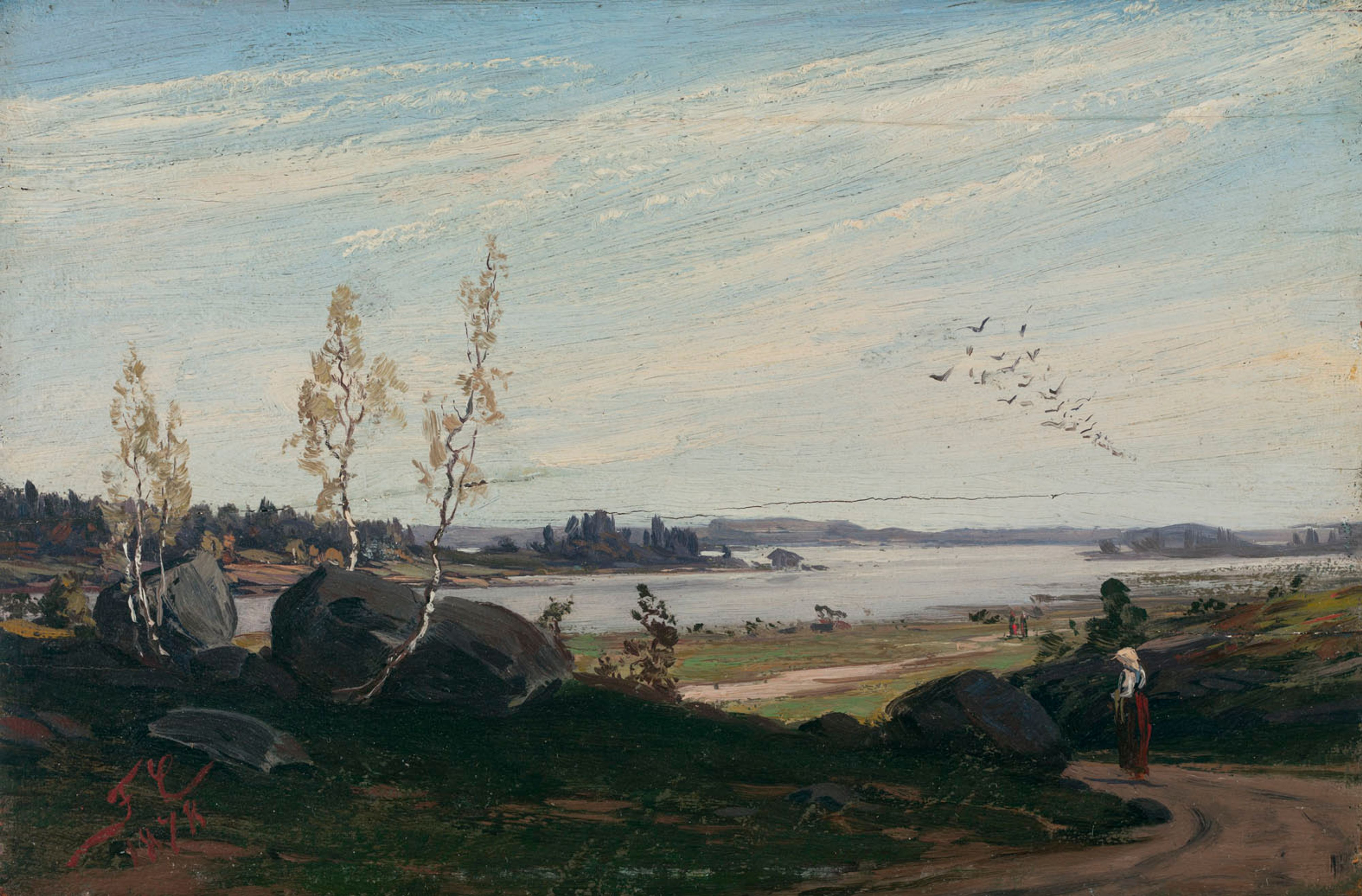
Păsări migratoare, 1878
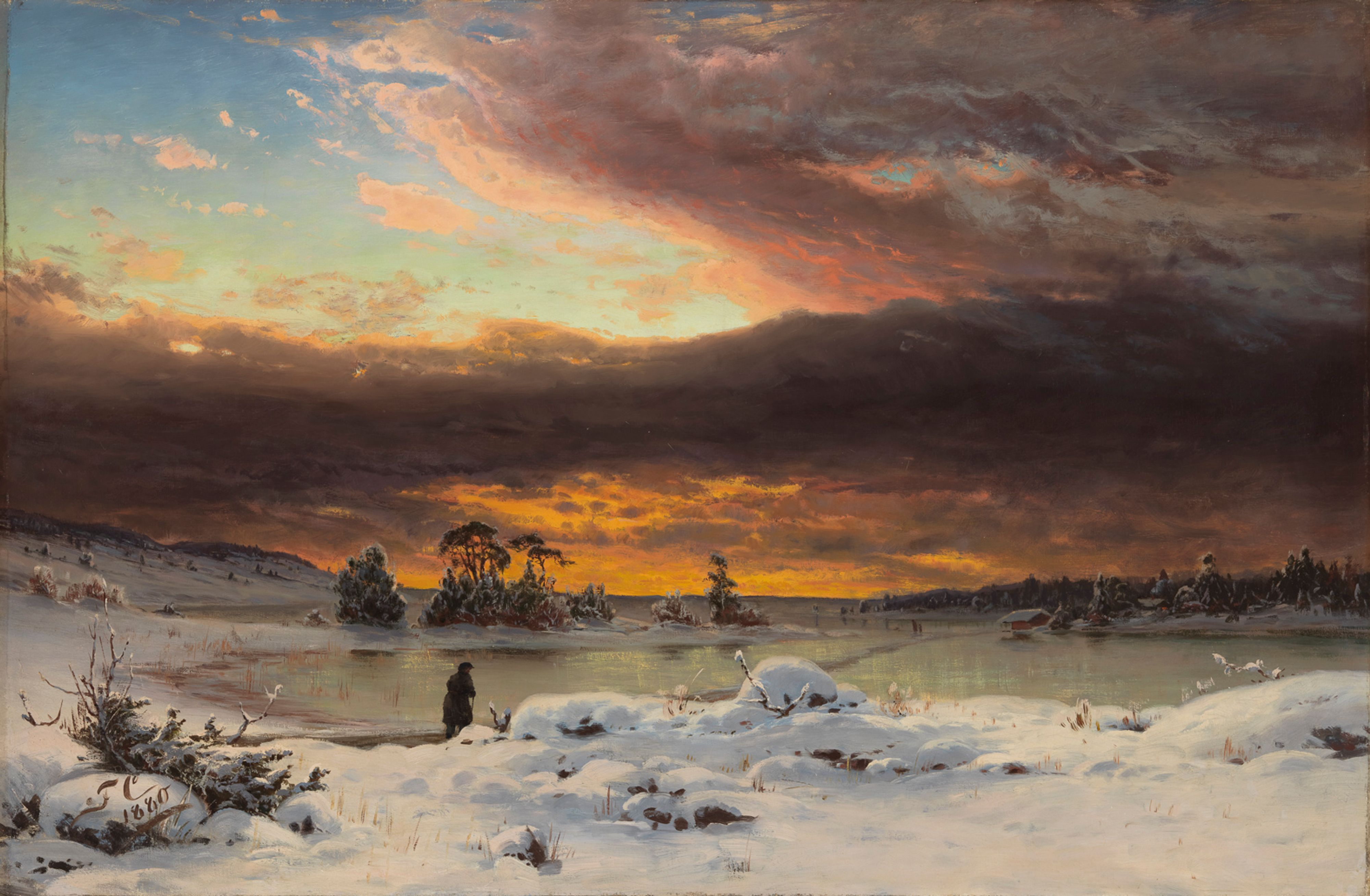
Peisaj de iarnă, atmosferă de seară, 1880